# Elefantenrelikte (Namibia)

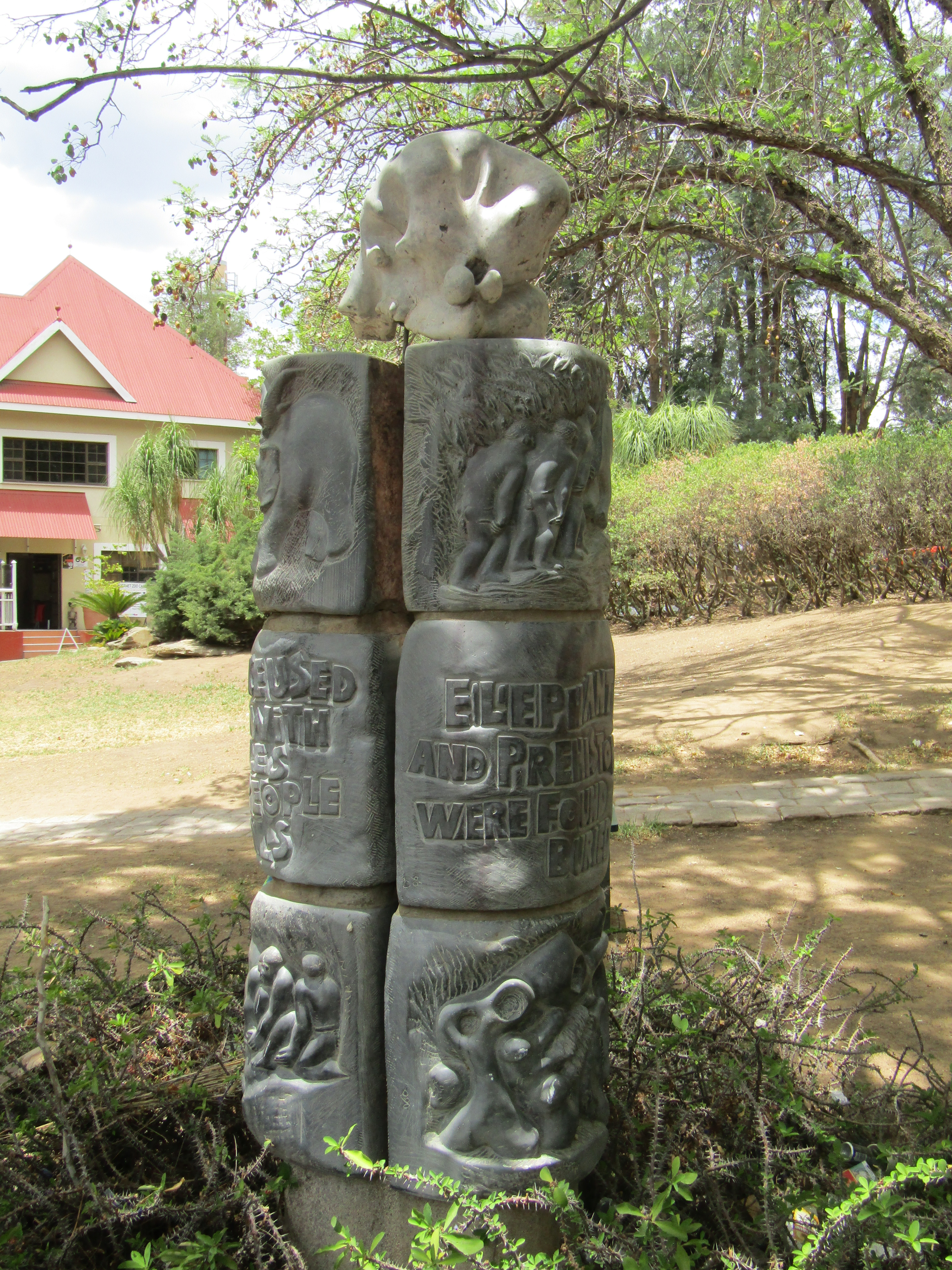
Denkmal Elefantenrelikte im Zoo Park

Die Relikte eines prähistorischen Elefanten bezeichnen die archäologische Fundstelle von Überresten von mindestens zwei prähistorischen Elefanten im Zoo Park in der namibischen Hauptstadt Windhoek. 
1962 wurden diese Überreste bei Bauarbeiten im Zoo Park in Windhoek-Central gefunden. Hierbei handelt es sich – basierend auf paläontologischen Untersuchungen – um mindestens 5000 Jahre alte Stoßzähne, Zähne, Kiefer und weitere Knochen. Zudem wurden einige Werkzeuge entdeckt, die wahrscheinlich zum Töten und Schlachten der Elefanten genutzt wurden.
Anfänglich wurde das Gebiet durch einen Zaun abgesichert, ehe die Fundstücke in das Namibische Nationalmuseum verbracht wurden. Seit 1990 befindet sich an der ehemaligen Fundstelle ein kleines Elefanten-Denkmal der namibischen Skulpturenkünstlerin Dörte Berner.
Die Fundstelle und die Fundstücke sind seit 15. August 1963 als Nationales Denkmal Namibias registriert.